# Robič
Robič este o localitate din comuna Kobarid, Slovenia, cu o populație de 32 de locuitori.